# Comuna 1 (Tunja)
La comuna 1, también llamada Norte de Tunja cuenta con una población (1999) de 19.497 habitantes  y una extensión territorial de 3.31 km². Concentra la zona industrial, la Central de Abastos del norte, Irdet, el Seminario Mayor, Corporación Itedris (SENA), la Clínica Medilaser, La Universidad de Boyacá.

## Límites
Norte: Calle 80 (Zona Industrial) Calle 78 (La Colorada) con el municipio de Cómbita

Sur: Calle 58B (C58B) Comuna 2 y Comuna 3

Este: Vereda Pirgua

Oeste: Vereda Chorroblanco

## Geografía
La comuna se encuentra en la planicie norte, en el nacimiento del río Chicamocha y en una sección de las colinas occidentales.

## División administrativa

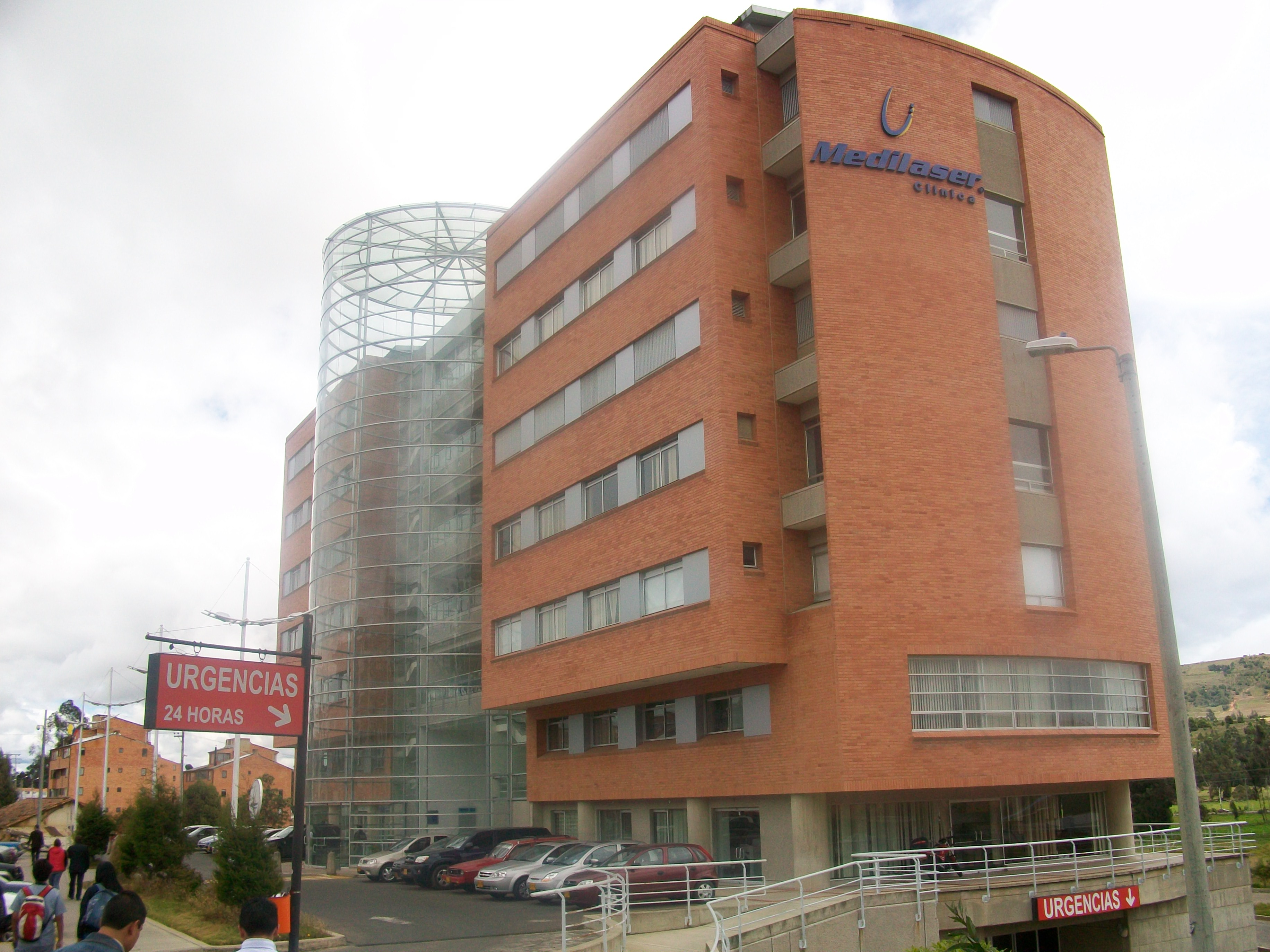
Clínica Medilaser.

Algunos de los barrios son:
| - Santa Ana - Asis Boyacense - Villa Luz - Filadelfia - Buena Vista - Villa del Norte - Santa Catalina - Compes - Los Muiscas - Suamox - Coeducadores - Palos Verdes - El Capitolio - Portal del Campo - Manantial del Norte - Alcalá Real - La Arboleda - Balcones de Terranova - Tejares del Norte - Bello Horizonte - Zona Industrial |

## Sitios de interés
- Universidad de Boyacá
- Centro comercial nogal plaza
- Centro comercial RIO
- Torre empresarial Wall Street Center
- Centro comercial Hacienda casa vieja
- Centro comercial Green Hills
- Parque industrial y comercial tunja imperial
- Seminario Mayor
- Fundación Itedris (SENA)
- Instituto de Recreación y Deporte de Tunja
- Clínica Medilaser
- Cementerio Jardines de la Asunción
- Bavaria
- Iglesia de los Muiscas
- Mirador de los Muiscas
- Zona Industrial
- Zona de bares (Zona Rosa)